# Cerro Tata Sabaya
Cerro Tata Sabaya är ett berg i Bolivia.   Det ligger i departementet Oruro, i den sydvästra delen av landet, 300 km väster om huvudstaden Sucre. Toppen på Cerro Tata Sabaya är 5 430 meter över havet, eller 1 202 meter över den omgivande terrängen. Bredden vid basen är 6,0 km.
Terrängen runt Cerro Tata Sabaya är kuperad österut, men västerut är den bergig. Cerro Tata Sabaya ligger uppe på en höjd som går i öst-västlig riktning. Trakten runt Cerro Tata Sabaya är nära nog obefolkad, med mindre än två invånare per kvadratkilometer.. Närmaste större samhälle är La Rivera, 19,0 km nordväst om Cerro Tata Sabaya. 
Omgivningarna runt Cerro Tata Sabaya är i huvudsak ett öppet busklandskap.